# Bat Out of Hell
Bat Out of Hell är rocksångaren Meat Loafs solodebutalbum, utgivet 1977. Det skrevs av Jim Steinman och producerades av Todd Rundgren.

## Produktion
Albumet utvecklades delvis ur Steinmans musikal Neverland från vilken tre av låtarna är direkt hämtade, "Bat Out of Hell", "Heaven Can Wait" och "All Revved Up with No Place to Go" (med originaltiteln "The Formation of the Pack"). Steinman ska ha blivit mycket upprörd över att hans namn ströks från skivomslaget, från början var tanken att där skulle stå "Meat Loaf & Jim Steinman" men skivbolaget uppskattade inte detta.
Bland medverkande musiker utgjordes stommen, utöver Steinman och Rundgren som spelade keyboard respektive gitarr, av Roy Bittan och Max Weinberg från E Street Band samt Kasim Sulton, Roger Powell och John Wilcox från Rundgrens band Utopia.
2004 spelades en liveversion av albumet in tillsammans med Melbourne Symphony Orchestra. Meat Loaf har använt namnet Bat Out of Hell till ytterligare två av sina album, Bat Out of Hell II: Back Into Hell (1993) och Bat Out of Hell III: The Monster Is Loose (2006).

## Mottagande
Även om den inte var en omedelbar hit kom skivan så småningom att bli en enorm succé. Det låg hela 474 veckor på albumlistan i Storbritannien och blev som bäst nia. I USA nådde det 14:e plats på Billboard 200 och singlarna "Two Out of Three Ain't Bad" "Paradise by the Dashboard Light" och "You Took the Words Right Out of My Mouth" nådde alla topp 40. RIAA certifierade det 2001 för 14x platina. Totalt har albumet sålt i över 40 miljoner exemplar, vilket gör det till ett av de bäst säljande albumen någonsin. 
Tidskriften Rolling Stone placerade 2003 albumet som nummer 343 på sin lista över de 500 bästa albumen genom tiderna.

## Dokumentär om inspelning
År 1999 gjordes en dokumentär om inspelningen av albumet i serien Classic Albums.

## Låtlista
Alla låtar skrivna av Jim Steinman
Sida 1
1. "Bat Out of Hell" – 9:51
2. "You Took the Words Right out of My Mouth (Hot Summer Night)" – 5:04
3. "Heaven Can Wait" – 4:41
4. "All Revved Up with No Place to Go" – 4:20

Sida 2
1. "Two out of Three Ain't Bad" – 5:25
2. "Paradise by the Dashboard Light" – 8:28
3. "For Crying Out Loud" – 8:44

Bonusspår på nyutgåva från 2001
1. "Bolero (live intro)" – 3:54
2. "Bat Out of Hell (live)" – 11:11
3. "Dead Ringer for Love" – 4:21

## Medverkande
Musiker
- Meat Loaf – sång, percussion
- Roy Bittan – piano, keyboards
- Rory Dodd – bakgrundssång
- Ellen Foley – sång (spår 6), bakgrundssång
- Roger Powell – synthesizer
- Todd Rundgren – gitarr, keyboards, bakgrundssång, percussion
- Jim Steinman – keyboards, percussion
- Kasim Sulton – basgitarr, sång
- Max Weinberg – trummor
- Edgar Winter – saxofon
- John Wilcox – trummor
- Ken Ascher – stråkarrangemang
- Phil "Scooter" Rizzuto – sportreferat (spår 6)

Produktion
- Todd Rundgren – musikproducent, ljudtekniker, ljudmix
- Ed Sprague, Jimmy Iovine, John Jansen, Mark Thomas – ljudtekniker
- Cliff Hodsdon – assisterande ljudtekniker
- Joe Brescio – mastering
- Ed Lee – omslagsdesign
- Frank Laffitte – foto